# Enterprise Architect
Enterprise Architect (abgekürzt EA) von SparxSystems Ltd (Creswick, Australien) ist ein Softwaremodellierungswerkzeug, dessen Kernfähigkeit die UML-Modellierung mit Round-Trip-Engineering darstellt. Es unterstützt außerdem Anforderungsmanagement, modellgetriebene Architektur, Business Process Modeling, Togaf, NAF, BPM, SysML uvm. Außerdem kann der Anwender kostenpflichtige Add-Ins integrieren, die zum Beispiel RM Tools wie DOORS, MS-Office integrieren. Darüber hinaus liefert Enterprise Architect eine Programmierschnittstelle zur Entwicklung eigener Add-Ins mit.
Enterprise Architect unterstützt viele verbreitete Programmiersprachen wie C++, Java, Python, Delphi, C#, Visual Basic .NET, Visual Basic Classic, ActionScript, PHP und über ein Add-on auch CORBA in der Generierung und der Code-Rückführung (nicht in allen Versionen) von Software.
Über den ProCloudServer, einem Gateway zu cloudbasierenden Datenbanken können über OSLC Jira, Confluence, TFS Sharepoint u. v. m. eingebunden werden. Darüber hinaus kann über WebEA das Modell web-basierend dargestellt werden.
Mit Sparx Systems Prolaborate können Informationen aus EA-Modellen gemeinsam genutzt, visualisiert und analysiert werden und in Wissensmanagement-Anwendungen, wie Confluence, SharePoint usw. veröffentlicht werden.

## Verbreitung
Enterprise Architect hat laut eigenen Angaben mehr als 850.000 registrierte Nutzer weltweit.